# I quattro del pater noster
I quattro del pater noster è un film commedia del 1969 diretto da Ruggero Deodato con Paolo Villaggio, Lino Toffolo, Enrico Montesano e Oreste Lionello.

## Trama
Nel selvaggio West, Paul e Eddie, due compagni abbastanza sprovveduti, entrano per caso in possesso di oro, precedentemente sottratto dai fratelli Jackson. Presto saranno arrestati per possesso indebito, per rapina e mandati in prigione. Quando possono evadere con l'aiuto del rivoluzionario Mambo, saranno presto inseguiti dai fratelli Jackson, che sono in realtà responsabili del crimine. Il denaro, tuttavia, non c'è già più; in aggiunta devono difendersi dagli altri soggetti interessati all'oro: dal predicatore vagabondo Lazzaro, ai rivoluzionari messicani e anche un gruppo di giocatori d'azzardo, mentre cercano di recuperare il denaro in un casinò.